# 平成四天王
平成四天王（へいせいしてんのう）は、平成中期に活躍したトップ囲碁棋士四名の総称。史上初の五冠を獲得した張栩、史上最短の通算1000勝を達成した山下敬吾、史上唯一の親子七大タイトルホルダーの羽根直樹、史上6人目の名人本因坊となった高尾紳路の4人を指す。
5年連続で七大タイトル挑戦手合すべてに出場したり、そのうち1年は七大タイトルを独占したりなどの顕著な成績をあげたが、平成が終わるとともに世代交代した。4人中3人が名人本因坊となったが、お互いの競争が激しかったため連覇は比較的少なく、また平成前期は木谷一門、後期は井山裕太の台頭があり、5連覇もしくは通算10期の実績を要する名誉称号獲得者はいない。

## 概要
1970年代後半から木谷一門（大竹英雄、石田芳夫、武宮正樹、加藤正夫、小林光一、趙治勲など）が台頭して以降、依田紀基を除いては若手の世代の棋士達からタイトルを奪取できる棋士が長らく現れない時代が続いていた。その中で木谷一門から一世代若手で活躍していた４人の棋士（片岡聡、山城宏、王立誠、小林覚）が若手四天王と呼ばれていた。若手四天王は82・83年の片岡聡による天元戦2連覇、王立誠による1998-2000年の王座戦3連覇、2000-2002年の棋聖戦3連覇など、木谷一門の勢力を駆逐する新たな世代と思われていた。
しかし1990年代後半から張、山下、羽根、高尾の四人が二十歳前後の若さで相次いで好成績をあげ始めたことから「新若手四天王」と呼ばれ将来を嘱望されるようになった。4人は、2000年の山下の碁聖位獲得を皮切りに2020年までの21年間、七大タイトル戦のいずれかに毎年登場した。特に、2004年から2008年までは三大タイトルを独占、2008年には七大タイトルを独占、2006年から2010年までの七大タイトル挑戦手合のすべてに出場した。以上のように、2000年代を全盛期とするが、令和になってからもタイトルを獲得するなどその前後の活躍も長く、「平成四天王」と呼ばれて平成囲碁界の中心的存在となった。
一方、2009年に張から最年少で名人位を奪取した井山裕太が2010年代に台頭して、平成四天王の時代に陰りが見える。2000年から2012年までの13年間は平成四天王のうち誰かがタイトルを保持していたが、2013年は井山が史上初の六冠を獲得して4人とも無冠となり、一時代が終わる。
しかしながら、2016年には張がNHK杯戦で優勝、さらに高尾が七冠独占を果たしていた井山から名人位を奪い返すなど奮闘。2017年1月19日張栩が通算900勝を達成したことにより4人全員が通算900勝を達成した。達成順は高尾(2014)→山下(2015)→羽根(2016)→張栩(2017)。まず高尾が史上最年少記録・史上最短期間・達成時勝率（史上初の.700）を更新し、山下が高尾の史上最年少記録・史上最短期間を更新（勝率は高尾に次ぐ2位）。羽根は高尾・山下に次ぐ到達期間史上3位になり、年少記録は山下・高尾・趙治勲名誉名人に次ぐ4位に。さらに張が山下の最年少記録を更新。到達期間は山下に次ぐ2位、勝率は高尾に次ぐ2位に着けた。
2017年は高尾が井山六冠に名人位を奪われ再び井山七冠を許す。タイトル挑戦手合に年度で3回以上出られなかったのは2002年以来15年ぶり。しかし、2018年の第43期名人戦において張が10期ぶりに名人位を奪取し、2019年の第44期碁聖戦において羽根が8期ぶりに碁聖位を奪取するなど、健在ぶりを見せた。
一方、2019年（令和元年）頃から、井山より若い世代の活躍が目立つようになった。前年に井山から碁聖位を奪取した許家元に加えて、2019年に張の名人位を奪った芝野虎丸、2020年に羽根の碁聖位を奪った一力遼の3人が、令和三羽烏として若手棋士の中心的存在となる。2020年は井山3冠に対して、芝野が2冠、一力が2冠と七大タイトルを3人で分け合った。
2021年には、22年ぶりに平成四天王が七大タイトル戦の番勝負に一度も出場できず、世代交代が印象付けられた。

## 成績
| 棋士     | 段位 | 生年                   | 7大 棋戦 | 主な実績                                  |
| -------- | ---- | ---------------------- | -------- | ----------------------------------------- |
| 張栩     | 九段 | 1980年1月20日（45歳）  | 24期     | 五冠、グランドスラム、名人本因坊、王座7期 |
| 山下敬吾 | 九段 | 1978年9月6日（46歳）   | 14期     | 棋聖4連覇、本因坊2期、名人本因坊          |
| 羽根直樹 | 九段 | 1976年8月14日（48歳）  | 9期      | 棋聖2期、本因坊2期、天元3連覇、碁聖2期    |
| 高尾紳路 | 九段 | 1976年10月26日（48歳） | 8期      | 名人2期、本因坊3連覇、名人本因坊          |

### 若手時代
- 1995　羽根：新鋭トーナメント戦優勝
- 1996　高尾： 新人王戦優勝
- 1998　山下： 新人王戦優勝（以後4連覇）高尾：新人王戦準優勝
- 1999　羽根： 王冠、新人王戦準優勝
- 2000　張栩: 棋聖・本因坊リーグ入り; 山下:碁聖; 高尾：竜星; 羽根：名人・本因坊リーグ入り、新人王戦準優勝
- 2001　張栩: 本因坊戦挑戦者; 羽根：天元、棋聖リーグ入り
- 2002　張栩： NHK杯、新人王戦優勝; 山下：棋聖・名人・本因坊リーグ入り; 羽根：天元

## 七大タイトル歴
色付きのマス目は獲得（奪取または防衛）、濃い色付きのマス目は四天王同士の対決(上段が勝者)。青色は挑戦者または失冠。他の棋士との比較は、囲碁のタイトル在位者一覧 、囲碁の記録一覧を参照。
|                           | 棋聖              | 十段          | 本因坊            | 碁聖          | 名人              | 王座          | 天元              | 備 考                                                                                              |
| 2000年 （平成12）         |                   |               |                   | 山下敬吾      |                   |               |                   | 山下新碁聖                                                                                         |
| 2001年 （平成13）         |                   |               | 張栩              | 山下敬吾      |                   |               | 羽根直樹          | 羽根新天元                                                                                         |
| 2002年 （平成14）         |                   |               |                   |               |                   |               | 羽根直樹          | 四天王、初めての防衛                                                                               |
| 2003年 （平成15）         | 山下敬吾          |               | 張栩              |               | 山下敬吾          | 張栩          | 羽根直樹 山下敬吾 | 山下新棋聖、張新本因坊、張新王座                                                                   |
| 2004年 （平成16）         | 羽根直樹 山下敬吾 | 張栩          | 張栩              |               | 張栩              | 張栩 山下敬吾 | 山下敬吾 羽根直樹 | 羽根新棋聖、張新名人、山下新天元                                                                   |
| 2005年 （平成17）         | 羽根直樹          |               | 高尾紳路 張栩     |               | 張栩              | 張栩 山下敬吾 | 山下敬吾          | 高尾新本因坊で四天王全員がタイトル獲得                                                             |
| 2006年 （平成18）         | 山下敬吾 羽根直樹 | 山下敬吾      | 高尾紳路          | 張栩          | 高尾紳路 張栩     | 山下敬吾 張栩 | 山下敬吾          | 張新碁聖、高尾新名人、山下新王座 初めて、すべてのタイトル戦に四天王が出場。                        |
| 2007年 （平成19）         | 山下敬吾          | 山下敬吾      | 高尾紳路          | 張栩          | 張栩 高尾紳路     | 山下敬吾      | 山下敬吾          | |
| 2008年 （平成20）         | 山下敬吾          | 高尾紳路      | 羽根直樹 高尾紳路 | 張栩 山下敬吾 | 張栩              | 張栩 山下敬吾 | 張栩              | 高尾新十段、羽根新本因坊、張新天元 四天王でタイトル独占                                            |
| 2009年 （平成21）         | 山下敬吾          | 張栩 高尾紳路 | 羽根直樹 高尾紳路 | 張栩          | 張栩              | 張栩          | 山下敬吾 張栩     | 張新十段、張史上初の五冠 張碁聖4連覇、山下棋聖4連覇                                                |
| 2010年 （平成22）         | 張栩 山下敬吾     | 張栩 山下敬吾 | 山下敬吾 羽根直樹 | 張栩          | 高尾紳路          | 張栩          | 山下敬吾          | 張新棋聖、山下新本因坊 張史上二人目のグランドスラム                                                |
| 2011年 （平成23）         | 張栩              | 張栩          | 山下敬吾 羽根直樹 | 羽根直樹      | 山下敬吾          | 張栩 羽根直樹 |                   | 羽根新碁聖、山下新名人、張王座4連覇                                                                |
| 2012年 （平成24）         | 張栩 高尾紳路     | 張栩          | 山下敬吾          | 羽根直樹      | 山下敬吾 羽根直樹 | 張栩          |                   | 井山裕太、張栩に次ぐ史上2人目の五冠に                                                              |
| 2013年 （平成25）         | 張栩              |               | 高尾紳路          |               | 山下敬吾          | 張栩          |                   | 井山が史上初の六冠で、四天王は11年10ヶ月ぶりの無冠に                                               |
| 2014年 （平成26）         | 山下敬吾          | 高尾紳路      |                   |               |                   |               | 高尾紳路          | 高尾新天元                                                                                         |
| 2015年 （平成27）         | 山下敬吾          | 高尾紳路      | 山下敬吾          | 山下敬吾      | 高尾紳路          |               | 高尾紳路          | 四天王再び無冠に                                                                                   |
| 2016年 (平成28）          | 山下敬吾          |               | 高尾紳路          |               | 高尾紳路          |               |                   | この年に史上初の七冠を達成した井山から高尾が9期ぶりに名人位を奪取                                  |
| 2017年 (平成29）          |                   |               |                   | 山下敬吾      | 高尾紳路          |               |                   | 高尾が取られ再び井山七冠に                                                                         |
| 2018年 (平成30）          |                   |               | 山下敬吾          |               | 張栩              |               | 山下敬吾          | 張が10期ぶりに名人位を奪取                                                                         |
| 2019年 (平成31/令和元年） | 山下敬吾          |               |                   | 羽根直樹      | 張栩              |               |                   | 羽根が8期ぶりに碁聖位を奪取                                                                        |
| 2020年 (令和2年）         |                   |               |                   | 羽根直樹      |                   |               |                   | 平成四天王が無冠に終わる一方で、令和三羽烏は四冠となり、井山三冠と七大タイトルをわけあう           |
| 2021年 (令和3年）         |                   |               |                   |               |                   |               |                   | 平成四天王22年ぶりに七大タイトル戦不出場となる 令和三羽烏は2年連続で七大タイトル戦のうち六つに出場 |
|                           | 棋聖              | 十段          | 本因坊            | 碁聖          | 名人              | 王座          | 天元              | 備 考                                                                                              |

2023年10月現在55タイトル獲得

## 棋道賞
- 最優秀棋士賞 - 9回（9年連続）張栩：7回 / 山下敬吾：2回
- 優秀棋士賞 - 16回（7年連続）張栩：3回 / 山下敬吾：6回 / 高尾紳路 : 2回 / 羽根直樹 : 5回
- 最多勝利賞 - 13回（9年連続）張栩：5回 / 山下敬吾：3回 / 高尾紳路 : 2回 / 羽根直樹 : 3回

## その他のタイトル
- 2004　高尾紳路：竜星戦； 羽根直樹：阿含・桐山杯
- 2005　張栩：NECカップ、NHK杯
- 2006　張栩：阿含・桐山杯、竜星戦； 高尾紳路：大和証券杯； 羽根直樹：NHK杯
- 2007　張栩：NECカップ、阿含・桐山杯、竜星戦； 高尾紳路：大和証券杯
- 2008　張栩：阿含・桐山杯、NHK杯
- 2009　羽根直樹：NECカップ、阿含・桐山杯
- 2010　山下敬吾：阿含・桐山杯、竜星戦
- 2011　張栩：NECカップ
- 2012  張栩：阿含・桐山杯； 高尾紳路: NECカップ
- 2013　山下敬吾：竜星戦
- 2016　張栩：NHK杯

## 国際棋戦での活躍
- 2002　羽根直樹：日中天元戦優勝
- 2003　羽根直樹：第4期春蘭杯世界囲碁選手権戦準優勝
- 2005　張栩: 9回LG杯世界棋王戦優勝、17回テレビ囲碁アジア選手権戦優勝
- 2007　張栩：3回トヨタ&デンソー杯囲碁世界王座戦準優勝

## 四天王同士の対戦成績

### 挑戦手合
| 年   | 張栩 | 6 | タイトル     | 2 | 山下 |
| ---- | ---- | - | ------------ | - | ---- |
| 2004 | 防衛 | 3 | 第52期王座戦 | 1 | 挑戦 |
| 2005 | 防衛 | 3 | 第53期王座戦 | 0 | 挑戦 |
| 2006 | 失冠 | 1 | 第54期王座戦 | 3 | 奪取 |
| 2008 | 防衛 | 3 | 第33期碁聖戦 | 1 | 挑戦 |
| 2008 | 防衛 | 3 | 第56期王座戦 | 1 | 挑戦 |
| 2009 | 失冠 | 2 | 第36期天元戦 | 3 | 奪取 |
| 2010 | 奪取 | 4 | 第34期棋聖戦 | 1 | 失冠 |
| 2010 | 防衛 | 3 | 第48期十段戦 | 0 | 挑戦 |

| 年   | 山下 | 5 | タイトル       | 2 | 羽根 |
| ---- | ---- | - | -------------- | - | ---- |
| 2003 | 挑戦 | 2 | 第29期天元戦   | 3 | 防衛 |
| 2004 | 失冠 | 3 | 第28期棋聖戦   | 4 | 奪取 |
| 2004 | 奪取 | 3 | 第30期天元戦   | 0 | 失冠 |
| 2006 | 奪取 | 4 | 第30期棋聖戦   | 0 | 失冠 |
| 2010 | 奪取 | 4 | 第65期本因坊戦 | 1 | 失冠 |
| 2011 | 防衛 | 4 | 第66期本因坊戦 | 3 | 挑戦 |
| 2012 | 防衛 | 4 | 第37期名人戦   | 3 | 挑戦 |

| 回 | 年   | 張栩 | 3 | タイトル       | 2 | 高尾 |
| -- | ---- | ---- | - | -------------- | - | ---- |
| 1  | 2005 | 失冠 | 1 | 第60期本因坊戦 | 4 | 奪取 |
| 2  | 2006 | 失冠 | 2 | 第31期名人戦   | 4 | 奪取 |
| 3  | 2007 | 奪取 | 4 | 第32期名人戦   | 3 | 失冠 |
| 4  | 2009 | 奪取 | 3 | 第47期十段戦   | 1 | 失冠 |
| 5  | 2012 | 防衛 | 4 | 第36期棋聖戦   | 3 | 挑戦 |

| 回 | 年   | 羽根 | 2 | タイトル       | 0 | 高尾 |
| -- | ---- | ---- | - | -------------- | - | ---- |
| 1  | 2008 | 奪取 | 4 | 第63期本因坊戦 | 3 | 失冠 |
| 2  | 2009 | 防衛 | 4 | 第64期本因坊戦 | 2 | 挑戦 |

| 回 | 年   | 張栩 | 1 | タイトル     | 0 | 羽根 |
| -- | ---- | ---- | - | ------------ | - | ---- |
| 1  | 2011 | 防衛 | 3 | 第59期王座戦 | 0 | 挑戦 |

高尾 対 山下のみ、唯一七大タイトル挑戦手合で対戦していない組み合わせである。